# Nikolaos Stratos
Nikolaos Stratos, in greco Νικόλαος Στράτος (Loutro, 1872 – Atene, 15 novembre 1922), è stato un politico greco, primo ministro della Grecia dal 16 maggio al 22 maggio 1922.

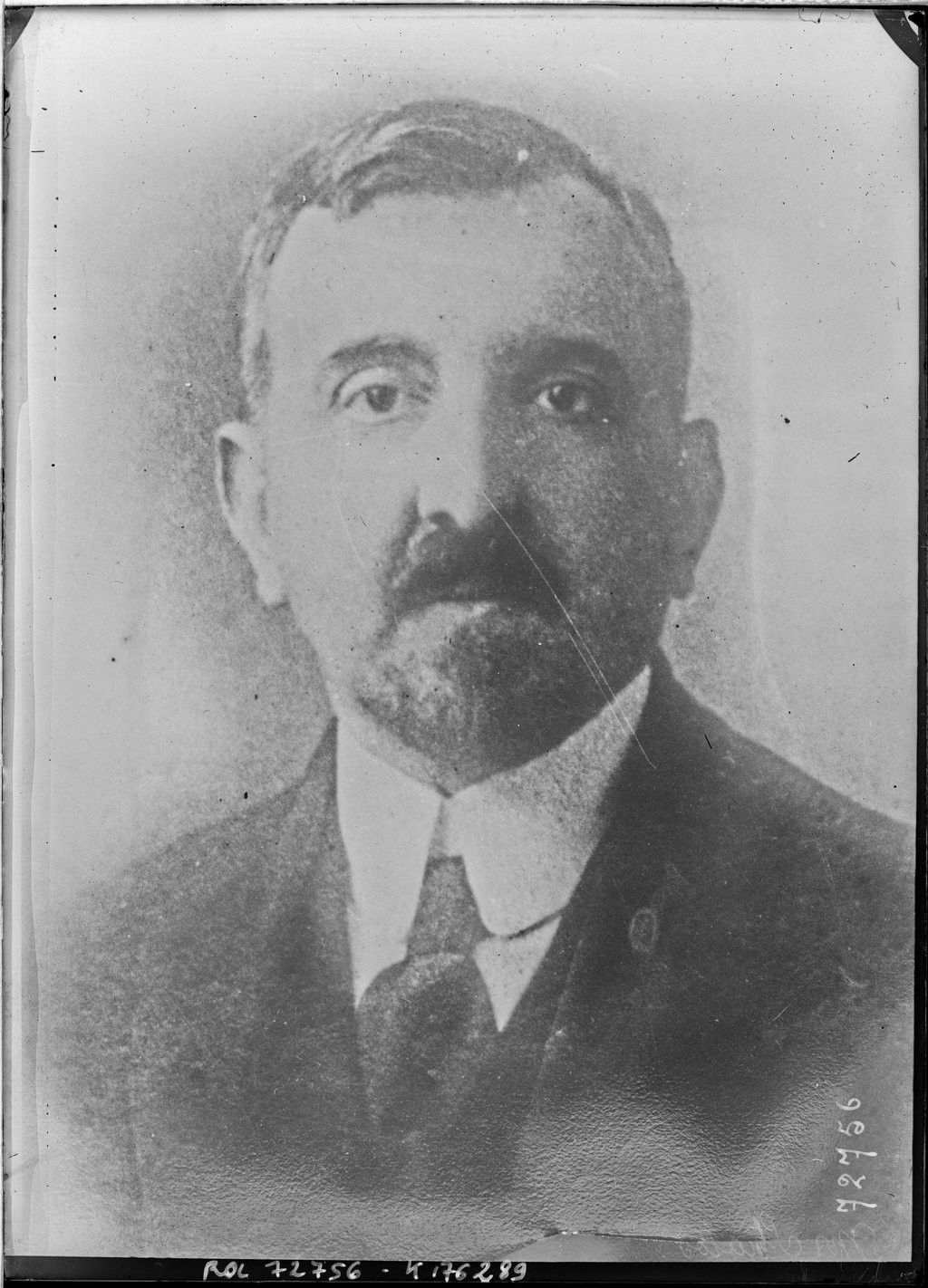

Eletto per la prima volta in  Parlamento nel 1902 venne nominato Ministro dell'interno durante il governo Mavromichalis.
Nel 1921 diventò presidente del Parlamento e – dopo la disastrosa sconfitta della Grecia nella guerra greco-turca del 1922 – venne chiamato dal re Costantino I a sostituire Dīmītrios Gounarīs alla guida del governo.
Pochi giorni dopo Stratos preferì lasciare l'incarico di formare un governo a Petros Prōtopapadakīs.
Poche settimane dopo, un colpo di Stato militare rovesciò il governo di Prōtopapadakīs accusandolo di inettitudine. Stratos, assieme ad altri cinque membri del governo, tra cui Prōtopapadakīs, e ad un generale, fu accusato di alto tradimento e il 15 novembre 1922, a seguito del cosiddetto Processo dei Sei, condannato a morte.
Fu membro della Massoneria.